# Automeris abdomicajamarcensis
Automeris abdomicajamarcensis é uma espécie de mariposa do gênero Automeris, da família Saturniidae.
Sua ocorrência foi registrada no Peru.
A espécie foi registrada por Ronald Brechlin e Frank Meister, em Cajamarca, na província de Cutervo, numa altitude entre 1900-2700 m.